# Гриник Василь Федорович
Васи́ль Фе́дорович Гри́ник — молодший сержант Збройних сил України.
Закінчив Вінницький залізничний технікум, проживає в Рівненській області. В серпні 2014-го мобілізований, 80-та бригада.
В боях за Донецький аеропорт брав участь з 6 по 18 січня 2015-го. Пережив газові атаки, двічі поранений 16-го, вивезли 18-го, лікувався у військовому шпиталі Дніпропетровська, за уздоровленням слідкувала дружина. Поновлювався в Центрі медичної реабілітації та санаторного лікування «Трускавецький».

## Нагороди
За особисту мужність і високий професіоналізм, виявлені у захисті державного суверенітету та територіальної цілісності України, вірність військовій присязі, відзначений — нагороджений
- орденом «За мужність» III ступеня (31.7.2015)